# Happiness in Magazines
Happiness In Magazines é um álbum de Graham Coxon.

## Faixas
1. "Spectacular" - 2:48
2. "No Good Time" - 3:21
3. "Girl Done Gone" - 3:57
4. "Bittersweet Bundle of Misery" - 4:53
5. "All Over Me" - 4:16
6. "Freakin' Out" - 3:42
7. "People of the Earth" - 3:04
8. "Hopeless Friend" - 3:22
9. "Are You Ready?" - 4:42
10. "Bottom Bunk" - 3:16
11. "Don't Be a Stranger" - 3:29
12. "Ribbons and Leaves" - 4:11

### Bônus
- "Life It Sucks" (Japão)
- "Right to Pop!" (Estados Unidos)

música e letras - Graham Coxon.